# Osteocephalus helenae
Espèce
Synonymes
- Hyla helenae Ruthven, 1919
- Osteocephalus germani Ron, Venegas, Toral, Read, Ortiz & Manzano, 2012

Statut de conservation UICN

 DD  : Données insuffisantes
Osteocephalus helenae est une espèce d'amphibiens de la famille des Hylidae.

## Répartition
Cette espèce se rencontre dans le bassin amazonien au Brésil, au Guyana, en Guyane et dans le sud du Pérou. 

## Étymologie
Cette espèce est nommée en l'honneur de Helen Gaige.

## Taxinomie
Osteocephalus germani a été placée en synonymie par Jungfer et al. en 2013.

## Publication originale
- Ruthven, 1919 : The amphibians of the University of Michigan-Walker expedition to British Guiana. Occasional papers of the Museum of Zoology University of Michigan, vol. 69, p. 1-22 (texte intégral)